# Billie Jo Spears
Billie Jo Spears, geboren als Billie Jean Moore (Beaumont, 14 januari 1937 – Vidor, 14 december 2011), was een Amerikaanse countryzangeres. Ze bereikte tussen 1969 en 1977 vijf keer de top 10 van de countrymuziek-hitlijst, met als grootste hit Blanket on the Ground, een nummer 1-hit uit 1975. Ze had ook een grote aanhang in het Verenigd Koninkrijk met twee van haar singles die de pop-top 10 bereikten.

## Jeugd

### Jonge jaren en de weg naar roem
Spears werd geboren op 14 januari 1938 als dochter van Myrtie Smith, een huisvrouw die tijdens de Tweede Wereldoorlog als scheepswerflasser werkte, en vrachtwagenchauffeur Carl Wilson Moore. Ze maakte haar professionele debuut op 13-jarige leeftijd tijdens een country-muziekconcert in Houston, Texas. Ze maakte haar eerste single Too Old for Toys, Too Young for Boys toen ze nog een tiener was. De single werd uitgebracht door het onafhankelijke platenlabel Abbot Records onder de naam Billie Jo Moore. Ze trad ook op 13-jarige leeftijd op op de Louisiana Hayride. Na haar middelbareschooltijd zong ze in nachtclubs en zocht ze een platencontract. Ze begon op te treden als Billie Jo Spears nadat haar ouders waren gescheiden. Spears was de achternaam van haar oudere halfbroers en -zussen, wier vader (ook Carl genoemd) in 1935 was overleden, waardoor hun moeder Myrtie weduwe was.
Haar vroege carrière werd georkestreerd door country/rockabilly-songwriter Jack Rhodes. Rhodes werkte vanuit zijn geïmproviseerde opnamestudio en nam het op zich om Spears in haar beginjaren van materiaal en slagkracht te voorzien. Spears verhuisde in 1964 van Texas naar Nashville. Ze kreeg haar eerste platencontract bij United Artists Records en werkte samen met producent Kelso Herston. Haar eerste singles brachten haar weinig succes. Niet veel later verhuisde haar producent naar Capitol Records en zij volgde hem. Het label plaatste haar in 1968 onder contract.

### Vroeg succes
Een van Spears' eerste singles voor het label was Harper Valley PTA uit 1968, maar de verschijning van haar single werd overschaduwd door de versie van Jeannie C. Riley uit hetzelfde jaar, die een gigantische cross-overhit werd. Spears slaagde er niet in de hitlijsten te bereiken. Haar eerste hit kwam in 1969, toen haar Capitol Records-plaat Mr. Walker It's All Over de vierde plaats in de countryparade bereikte. Het bereikte ook de popparade op nummer 80. Ze had de volgende twee jaar nog vier topveertig-countryhits, maar eind 1972 was ze weg bij Capitol en had ze een paar jaar geen hit meer.

### Comeback en topjaren
Spears bezat een ongewoon krachtig, rokerig en flexibel stembereik, dat tot uiting kwam in haar vertolking van het nummer Misty Blue. Ernstige stembandproblemen dwongen haar steeds weer tot langere werkonderbrekingen en in 1972 moest ze een stembandoperatie ondergaan. In 1975 tekende Spears opnieuw een contract met United Artists Records, nu de thuisbasis van enkele pop-countryartiesten, zoals Kenny Rogers. Ze keerde terug in de hitlijsten in 1975 met Blanket on the Ground. Het lied was eerder afgewezen door Nashville-producenten, die controverse vreesden vanwege de uitdrukking 'slip around', hoewel het deuntje niet over overspel ging. De verwachte controverse bleef uit en het werd haar enige nummer 1-hit.
In het Verenigd Koninkrijk klom het nummer in augustus 1975 naar de zesde plaats in de UK Singles Chart. Haar nummer vijf het jaar erop, What I've Got in Mind, bleek een tweede grote Britse pophit voor haar te worden, met een piek op nummer vier, hoewel het succes ervan zich niet doorzette tot in de Amerikaanse hitparades. Spears had een derde Britse pophit, zij het een mindere, met Sing Me an Old Fashioned Song, dat piekte op nummer 34.
Spears was de rest van de jaren zeventig continu te vinden in de Amerikaanse toptwintig-countryparade met hits als Misty Blue (een remake van de klassieker van Wilma Burgess uit 1966), 57 Chevrolet, Love Ain't Gonna Wait for Us en If You Want Me. De coverversie uit 1981 van de hit Your Good Girl's Gonna Go Bad uit 1967 van Tammy Wynette was haar laatste uitstapje naar de top 20 van het Amerikaanse countryhitlijst.

### Latere carrière en leven
Spears bleef albums uitbrengen in de Verenigde Staten tot in de jaren tachtig. Medio jaren tachtig nam haar algehele succes af. Ze behield echter een aanhang in het Verenigd Koninkrijk en bleef daar een populaire liveartieste. Spears nam een aantal albums op voor de Britse markt die in de Verenigde Staten beperkt of zelfs helemaal niet werden uitgebracht. Dit niveau van bekendheid in het Verenigd Koninkrijk werd in de jaren negentig samengevat door het tijdschrift Country Music People, toen hun artikel Spears beschreef als 'The Queen Mother of country music'.
Ze herstelde in 1993 van een drievoudige bypass-operatie en bleef meer dan zestien jaar toeren.
In 2005 bracht Spears het album I'm So Lonesome I Could Cry uit en in 2011 toerde zij met de Ierse countryzangeres Philomena Begley. Na Spears' overlijden nam Begley een oorspronkelijk nummer op als eerbetoon aan Spears en haar carrière.

## Overlijden
Spears overleed op 14 december 2011 op 74-jarige leeftijd in Vidor aan de gevolgen van kanker.

## Discografie

### NPO Radio 2 Top 2000
| Nummer met noteringen in de NPO Radio 2 Top 2000 | '00  | '01  | '02 | '03  | '04  | '05  |
| ------------------------------------------------ | ---- | ---- | --- | ---- | ---- | ---- |
| Blanket on the Ground                            | 1546 | 1356 | -   | 1923 | 1667 | 1871 |

1. ↑  Een '-' betekent dat het nummer niet was genoteerd en een vetgedrukt getal geeft de hoogste notering aan.
2. ↑  2000 was het eerste jaar met een notering voor dit nummer.
3. ↑  Deze tabel is bijgewerkt tot en met de laatste editie (2024).

- Bibliothèque nationale de France: cb138999621 (data)
- Gemeinsame Normdatei: 134526481
- International Standard Name Identifier: 0000 0000 5512 9718
- Library of Congress Control Number: n91084367
- MusicBrainz: 615d51ca-3d06-43dc-b956-4d76099f4b5e
- Nationale Bibliotheek van Tsjechië: mzk2005290030
- SNAC: w61m4q2f
- Virtual International Authority File: 124149105997168490234